# モッタ海岸温泉
モッタ海岸温泉（もったかいがんおんせん）は、北海道島牧郡島牧村にある温泉。

## 泉質
- ナトリウム-塩化物泉（中性等張性高温泉）
- 源泉温度53.1度、ラドン(Rn) 1.204マッヘ単位/kg、密度 1.0052(20/4℃)、蒸発残留物 9.407g/kg(180℃)、成分総計 10.12g/kg[1]
- 湯色は無色透明だが硫黄分由来の白い湯の華が出る。わずかに硫黄臭。
- 北海道医療大学の調査では秋田県の玉川温泉に匹敵する日本でも有数のラジウム温泉とみられている[2]。

## 温泉施設
- 一軒宿「モッタ海岸温泉旅館」が存在する。

男女別の内湯、露天風呂が1つずつある。湯は源泉掛け流し、飲泉可能.
　

## 歴史
- 1976年（昭和51年） - 開湯

## アクセス
- 鉄道 : 函館本線黒松内駅から車で約1時間20分
- バス : 岩内または黒松内からニセコバス寿都行きに乗車、寿都ターミナルで島牧線栄浜行きに乗り換え、終点「栄浜」で下車。